# Страчис (Удине)
Страчис је насеље у Италији у округу Удине, региону Фурланија-Јулијска крајина.
Према процени из 2011. у насељу је живело 74 становника. Насеље се налази на надморској висини од 19 м.